# 蘇秋鎮
蘇秋鎮（1935年—1999年8月2日），中華民國政治人物，出生在日治時代高雄州岡山郡路竹（高雄市路竹區社東里）。

## 簡歷
父親蘇金枝曾任村長，世代務農，村中大地主，萬畝田地，種植稻米，並開設碾米廠，僱有長工數十人，後因375減租，耕者有其田，將土地放領給其佃農，其中包括立法院院長王金平尊翁。原配早逝，留有一女，後與同鄉母親謝玉怨（一甲村人）結婚，育有五女二男，為當時農村大家族。自小生活在優渥環境，但眼見因父親熱心公益，每每為營救受欺壓台人村民，履遭日本刑警拘留酷刑，自小心中立下志願「復仇」二字。
戰後，自路竹鄉大社國小五年級跳級保送岡山中學，並以優異成績考上台大法律系。面對當時專制年代，為保障人權立志學習法律，台大法研所就學期間考上律師資格考試，並通過第一屆留德政府講學金，但因返鄉開業律師，放棄留德。
戒嚴時期政治風氣十分肅殺，知識份子十分害怕出頭，蘇便與郭雨新（陳菊市長老闆）、郭國基（郭大砲）沿街競選推銷民主，受余登發縣長之邀擔任高雄縣府顧問為余解決一切法律糾紛，並參與臺灣省第一屆補選立委，因言論刺激當時最高當局，落選後依叛亂被補。後因何景寮（臺籍終身立委）等人奔走營救終獲釋放。後因當局羅織「日商丸紅事件」再度二次入獄，並拔擢律師資格。往後參政之路坎坷。蘇曾在之後參政路上自喻「哇哇落地作奴隸，血淚交輝45冬」。
黨外運動時期，熱心資助，與當時黃信介、費希平、施明德等人籌辦美麗島雜誌社並當任社務委員，籌組全國黨外助選團巡迴全臺助講，曾以無黨籍身份在臺灣省議會參選監察委員，（當時省議員有林義雄、邱連輝等黨外人士）因中美斷交而停止競選。因申請於世界人權日在高雄舉辦集會並發表「人權宣言」，事後發生高雄事件（俗稱美麗島事件）當局以十四名首謀份子被補，第三次入獄。同時被捕的有陳菊、呂秀蓮、林弘宣、紀萬生、魏廷朝等人。
民國69年（1980年）在高雄市選區當選唯一無黨籍第一屆第三次增額立法委員。擊敗同選區的洪昭男（此人與同年當選的台中立委洪昭男同名同姓，常被混淆），一償夙願，進入國會殿堂。
本為律師，後因侵占委任人財產，遭律師懲戒委員會除名，為中華民國史上以律師懲戒委員會決議除名方式撤銷律師資格之第一人。

## 選舉紀錄
| 年度 | 選舉屆數                     | 選舉區           | 所屬政黨           | 得票數 | 得票率 | 當選標記 | 備註 |
| ---- | ---------------------------- | ---------------- | ------------------ | ------ | ------ | -------- | ---- |
| 1969 | 第一屆立法委員增選選舉       | 臺灣省第二選舉區 | 無黨籍             | 26,379 | 1.50%  |          |      |
| 1980 | 第一屆立法委員第三次增額選舉 | 高雄市選舉區     | 無黨籍             | 39,692 | 10.50% |          |      |
| 1983 | 第一屆立法委員第四次增額選舉 | 高雄市選舉區     | 無黨籍             | 27,015 | 6.52%  |          |      |
| 1989 | 第一屆立法委員第六次增額選舉 | 高雄市第一選舉區 | 無黨籍             | 3,348  | 1.10%  |          |      |
| 1991 | 第二屆國民大會代表選舉       | 臺北市第三選舉區 | 全國民主非政黨聯盟 | 4,283  | 1.10%  |          |      |
| 1993 | 第十二屆高雄縣縣長選舉       | 高雄縣           | 無黨籍             | 4,211  | 0.77%  |          |      |